# دهکده جهانی
دهکدهٔ جهانی (به انگلیسی: Global Village) اصطلاحی است که مارشال مک‌لوهان در توصیف آیندهٔ جهان، تحت تأثیر وسایل ارتباط جمعی به‌کار برد.
اصطلاح «دهکدهٔ جهانی» مارشال مک لوهان کانادایی، در کتاب‌های: کهکشان گوتنبرگ: انسان رسانه‌ای؛ آنگاه که دگرگونی سرنوشت ساز بشر شود (۱۹۶۲) و درک رسانه‌ها (۱۹۶۴) از او متداول گشت. در این کتاب‌ها مک لوهان توضیح داده که چگونه جهان توسط فناوری الکتریکی به صورت یک دهکدهٔ فشردهٔ تغییریافته و حرکت اطلاعات از هر چهارگوشهٔ جهان به هر نقطه در همان زمان لحظه‌ای گردیده است.

## نگاه اجمالی
در کهکشان گوتنبرگ (بخش ساختن انسان تایپوگرافی شده) مارشال مک لوهان اینترنت را؛ (سی سال قبل از تجاری شدنش)، به عنوان «گسترش خودآگاهی» پیش‌بینی کرد:
رسانه بعدی، هر چه که باشد، می‌تواند گسترش خودآگاهی باشد، تلویزیون به عنوان محتوای آن، نه به عنوان محیط آن، را هم شامل خواهد شد و تلویزیون را به «یک هنر» تبدیل خواهد کرد.
در اینترنت، فاصلهٔ فیزیکی، حتی کم‌تر از فعالیت‌های ارتباطی افراد در زمان واقعی‌است و بنابراین، گروه‌های اجتماعی به وضوح با گشودگی وب و سادگی ویژه‌ای که مردم می‌توانند به جستجو بپردازند پیوسته گسترش می‌یابند و این که مردم می‌توانند جوامع آنلاین را به آسانی و سادگی ویژه‌ای جستجو کنند و با دیگران ارتباط برقرار سازند؛ کسانی که منافع و نگرانی‌های مشابه دارند، بنابراین، این تکنولوژی، ایدهٔ یک جامعهٔ جهانی هم‌گام را یک‌پارچه می‌کند.

## رسانهٔ نو
مردم از رایانه استفاده می‌کردند تا بتوانند خود را در جامعه‌ای که از لحاظ جسمی از آن‌ها جدا ولی از جهت ذهنی با آن‌ها متصل بود بگنجانند. یک «مرور کلی معناشناسی» استدلال می‌کند که محیط‌زیست رسانه‌ها و رسانه‌های جدید فرصت برای کسانی را که می‌توانند متون رسانه‌ای را ایجاد و مشاهده کنند، نامحدود ساخته است.

## رسانه‌های سرد و گرم
مک‌لوهان از رسانه‌های گرم و سرد سخن می‌گوید. برای مثال چاپ یک رسانهٔ گرم است زیرا مصرف‌کنندگان خود را وادار می‌کند تا آن را با همهٔ اطلاعات لازم برای فهم جهان مصرف کنند. در مقابل، تلویزیون یک رسانهٔ سرد است زیرا بیننده باید بخش گمشدهٔ آنچه را که بر صفحهٔ تلویزیون ظاهر می‌شود را معنا کند. مشارکت در رسانه‌های گرم کم و در رسانه‌های سرد زیاد است. رسانهٔ سرد، خصوصاً تلویزیون حس‌های ما را مرتبط می‌کند و دوباره در دهکدهٔ جهانی به هم می‌رساند. دهکدهٔ جهانی بازسازی دنیای فرقه‌ای دهکده باستانی‌ای است که به‌وسیلهٔ رسانه‌های چاپی از هم گسیخت.